# Hydrobaenus tusimomeneus
Hydrobaenus tusimomeneus är en tvåvingeart som beskrevs av Sasa och Suzuki 1999. Hydrobaenus tusimomeneus ingår i släktet Hydrobaenus och familjen fjädermyggor. Inga underarter finns listade i Catalogue of Life.